# Ramal de São José do Rio Preto
| Streckenlänge: | 26 km               |                                          |                                          |
| Spurweite: | 1000 mm (Meterspur) |                                          |                                          |
| |                     |                                          |                                          |
| \| \| \| Linha do Norte \| \| \| \| 0,0 \| Areal (stillgelegt 1964) \| Areal (stillgelegt 1964) \| \| \| \| Linha do Norte – nach Três Rios \| \| \| \| 9,5 \| Salomão (stillgelegt 1947) \| Salomão (stillgelegt 1947) \| \| \| 9,5 \| Tristão da Câmara (stillgelegt 1947) \| Tristão da Câmara (stillgelegt 1947) \| \| \| 21,6 \| Águas Claras (stillgelegt 1947) \| Águas Claras (stillgelegt 1947) \| \| \| 26,6 \| São José do Rio Preto (stillgelegt 1947) \| São José do Rio Preto (stillgelegt 1947) \| |                     |                                          |                                          |
| Strecke (außer Betrieb) |                     | Linha do Norte                           | Linha do Norte                           |
| Bahnhof (Strecke außer Betrieb) | 0,0                 | Areal (stillgelegt 1964)                 | Areal (stillgelegt 1964)                 |
| Abzweig geradeaus und nach rechts (Strecke außer Betrieb) |                     | Linha do Norte – nach Três Rios          | Linha do Norte – nach Três Rios          |
| Bahnhof (Strecke außer Betrieb) | 9,5                 | Salomão (stillgelegt 1947)               | Salomão (stillgelegt 1947)               |
| Bahnhof (Strecke außer Betrieb) | 9,5                 | Tristão da Câmara (stillgelegt 1947)     | Tristão da Câmara (stillgelegt 1947)     |
| Bahnhof (Strecke außer Betrieb) | 21,6                | Águas Claras (stillgelegt 1947)          | Águas Claras (stillgelegt 1947)          |
| Kopfbahnhof Streckenende (Strecke außer Betrieb) | 26,6                | São José do Rio Preto (stillgelegt 1947) | São José do Rio Preto (stillgelegt 1947) |

Der Ramal de São José do Rio Preto ist eine Eisenbahnstrecke in Brasilien.
Die Strecke schließt an die Linha do Norte an und wurde im Jahr 1886 eröffnet. Sie gehörte seit 1890 zur Estrada de Ferro Leopoldina. Die Strecke hatte eine Gesamtlänge von 26 km und wurde 1947 stillgelegt.